# Gerhard Armauer Hansen
Gerhard Armauer Hansen (29. července 1841, Bergen – 12. února 1912, Florø) byl norský lékař a zoolog, kterému se roku 1873 podařilo izolovat a identifikovat bakterii Mycobacterium leprae, způsobující onemocnění zvané lepra.

## Biografie
Velkou část svého dětství strávil u svého strýce a tety v Askøy (Hordaland). Po absolvování gymnázia vystudoval na univerzitě v Oslu medicínu, a to s vyznamenáním.